# Fryderyk II (landgraf Hesji-Homburg)
Fryderyk II (ur. 30 marca 1633 r. w Homburgu, zm. 24 stycznia 1708 r. tamże) – landgraf Hesji-Homburg od 1680 r.

## Życiorys
Fryderyk był piątym (a czwartym spośród tych, którzy przeżyli ojca) synem landgrafa Hesji-Homburg Fryderyka I i Małgorzaty Elżbiety z Leiningen-Westerburg. Już w piątym roku życia stracił ojca i wychowywany był pod opieką landgrafa Hesji-Darmstadt Jerzego II. W 1654 r. był kapitanem w szwedzkim wojsku, brał potem udział w wojnach Szwecji przeciwko Polsce (Potop szwedzki) i Danii. Awansował do rangi generała, w 1659 r. podczas oblężenia Kopenhagi stracił część lewej nogi. W 1660 r. został szwedzkim gubernatorem Liwonii.
Dzięki bogatemu ożenkowi z Małgorzatą Brahe (wdową po krewnych potężnego szwedzkiego kanclerza Axela Oxenstierny, nabył korzystniej majątki w Saksonii i Brandenburgii. Nawiązał wówczas bliskie stosunki z margrabią Brandenburgii i księciem Prus Fryderykiem Wilhelmem I, którego siostrzenicę Elżbietę Kettler poślubił w 1670 r. Został generałem w brandenburskim wojsku; odznaczył się zwłaszcza w bitwie pod Fehrbellin w 1675 r., gdzie dowodził pruską strażą przednią. 
W 1678 r. wystąpił z armii brandenburskiej. Swoje szwedzkie dobra zamienił na dziedzictwo w Hesji-Homburg (wykupił w ten sposób zastaw uczyniony przez starszego brata), w której objął rządy. Był sprawnym zarządcą księstwa: przebudował zamek w Homburgu, restaurował budynki publiczne, odnowił saliny, wspierał rozwój gospodarki, zachęcał do osadnictwa uchodźców z innych krajów (przede wszystkim hugenotów wygnanych z Francji i waldensów usuwanych z Piemontu) – dzięki tym uchodźcom powstało i rozwinęło się Nowe Miasto w Homburgu. Został pochowany w kościele w Homburgu.
Jego postać została unieśmiertelniona w romantycznym dramacie Heinricha von Kleist Prinz Friedrich von Homburg oder die Schlacht bei Fehrbellin (na jego podstawie powstały później także filmy oraz opera Hansa Wernera Henze).

## Rodzina
Fryderyk był trzykrotnie żonaty. W 1661 r. poślubił w Sztokholmie Małgorzatę Brahe (1603–1669), córkę Abrahama Brahe, hrabiego Visingsborga, wdowę po Bengcie oraz Axelu Oxenstiernach). To małżeństwo było bezdzietne. Po raz drugi ożenił się w 1670 r. w Berlinie z Luizą Elżbietą (1646–1690), córką księcia Kurlandii Jakuba Kettlera i siostrzenicą Fryderyka Wilhelma I "Wielkiego Elektora". Z tego małżeństwa Fryderyk miał dwanaścioro dzieci:
- Szarlotta Dorota Zofia (1672–1738), żona księcia Saksonii-Weimar Jana Ernesta III,
- Fryderyk III (1673–1746), następca ojca jako landgraf Hesji-Homburg,
- Karol Chrystian (1674–1695),
- Jadwiga Luiza (1675–1760), żona hrabiego Schlieben Adama Fryderyka,
- Filip (1676–1703),
- Wilhelmina Maria (1678–1770), żona hrabiego Aldenburga Antoniego II,
- Eleonora Małgorzata (1679–1770),
- Elżbieta Juliana Franciszka (1681–1707), żona księcia Nassau-Siegen Fryderyka Wilhelma I,
- Joanna Ernestyna Henrietta (1682–1698),
- Ferdynand (1683–1683),
- Karol Ferdynand (1684–1688),
- Kazimierz Wilhelm (1690–1726).

Trzecią żoną Fryderyka była poślubiona w 1691 r. w Homburgu Zofia Sybilla (1656–1724), córka hrabiego Leiningen-Westerburg Jana Ludwika (wdowa po Janie Ludwiku, hrabim Leiningen-Dagsburg). Z tą żoną Fryderyk miał troje dzieci:
- Ludwik Jerzy (1693–1728),
- Fryderyka Zofia (1693–1694),
- Leopold (1695–1695).